# Irabaziko dugu
«Irabaziko Dugu» es el título de un split entre los grupos vascos Negu Gorriak y BAP!!. El sencillo, con carpeta abierta y en vinilo rojo, fue editado en Francia por la discográfica y distribuidora independiente Explicit Sounds, en apoyo del grupo por la demanda que tenían pendiente contra Enrique Rodríguez Galindo.
Dentro del sencillo aparecía un panfleto en el que los responsables de Explicit Sounds explicaban el porqué del split: La Audiencia Provincial de San Sebastián había fallado a favor de Galindo y condenó al grupo y a Esan Ozenki a pagarle 15 millones de pesetas (unos 90 000 euros). Como el grupo no tenía ese dinero, se inició una campaña de solidaridad para recaudar fondos. Dentro de esta campaña, Explicit Sounds decidieron editar el sencillo compartido y donar todos los beneficios a la caja de resistencia del grupo.

## Lista de canciones
Cara A: «Salam, agur» («Saludo») (Negu Gorriak)
Cara B: «Zu» («Tú») (BAP!!)